# X/1882 K1 (Комета затмения)
Комета затмения 1882 года (современное официальное обозначение: X/1882 K1) — комета, которая была обнаружена наблюдателями в Египте во время солнечного затмения 1882 года.
Её появление было полным сюрпризом, и она наблюдалась во время затмения в первый и последний раз. Она является членом семейства околосолнечных комет Крейца, и на 4 месяца опередила появление другого члена этого семейства — большой сентябрьской кометы 1882 года.
Иногда её называют кометой Тевфика в честь хедива Египта того времени Тевфика.